# Esporte Clube Rio Verde
Il Esporte Clube Rio Verde, noto anche semplicemente come Rio Verde, è una società calcistica brasiliana con sede nella città di Rio Verde, nello stato del Goiás.

## Storia
Il Rio Verde è sempre stato un club molto competitivo, nel 1995 il Verdão raggiunse le semifinali, quando cadde contro il forte Vila Nova di Goiânia, lo stesso anno chiuse le attività. Ritornato a giocare nel 2001 nel Campeonato Goiano Segunda Divisão, 
Il club era vicino alla qualificazione, ma ha concluso la competizione al terzo posto, mentre le prime due squadre classificate sono risalite.
Nel 2003, l'Esporte Clube Rio Verde ha partecipato al Campeonato Goiano Segunda Divisão 2003, chiudendo al quinto posto.
Le attività del club furono nuovamente sospese, rimanendo sospese dal 2004 al 2008.
Nel 2009, nel Campeonato Goiano Terceira Divisão, Il club era vicino alla qualificazione, ma ha concluso la competizione al terzo posto, mentre le prime due squadre classificate sono risalite.
Nel 2010 si è classificato secondo nel Campeonato Goiano Terceira Divisão.

## Palmarès

### Competizioni statali
- Campeonato Goiano Segunda Divisão: 6

1969, 1982, 1989, 1993, 2011, 2016
- Campeonato Goiano Terceira Divisão: 1

2024